# Орден Заслуг перед Республикой Польша
Орден Заслуг перед Республикой Польша (пол. Order Zasługi Rzeczypospolitej Polskiej) — государственная награда Республики Польша.
Орден учреждён 10 апреля 1974 года, как Орден Заслуг перед Польской Народной Республикой (пол. Order Zasługi Polskiej Rzeczypospolitej Ludowej). 16 октября 1992 года Законом об орденах и наградах был переучреждён как награда Республики Польша.

## Статут
Орден Заслуг перед Республикой Польша является высшей наградой за выдающиеся заслуги в деле укрепления международного сотрудничества и развития взаимоотношений между народами. Орденом награждаются иностранные граждане и лица польской национальности, проживающие за рубежом, которые своей деятельностью внесли выдающийся вклад в области международного сотрудничества и развития связей Республики Польша с другими государствами и нациями. Решение о награждении Орденом принимается Президентом Республики Польша по представлению Министерства иностранных дел.

## Степени
Орден имеет 5 степеней:

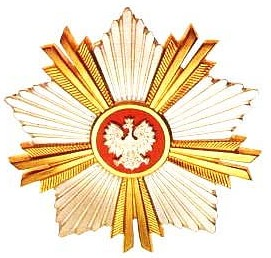
Звезда ордена степени Большой крест

- 1974—1991 (Польская Народная Республика):
  -  Большая Лента
  -  Командор со звездой
  -  Командор
  -  Золотой знак
  -  Серебряный знак

- С 1991 (Республика Польша):
  -  Большой крест
  -  Командор со звездой
  -  Командор
  -  Офицер
  -  Кавалер

### Награждённые организации
- Военная краснознаменная командная академия противовоздушной обороны имени Маршала Советского Союза Г. К. Жукова
- Военная академия противовоздушной обороны Сухопутных войск имени Маршала Советского Союза Василевского А.М. 1980
- Военная академия РХБЗ и инженерных войск
- Военно-медицинская ордена Ленина Краснознаменная академия им. С. М. Кирова
- Уралмашзавод
- Рязанское гвардейское высшее воздушно-десантное командное училище
- 874-й центр подготовки специалистов (расчётов) радиотехнических подразделений ВКС